# Chef-du-Pont
Chef-du-Pont è un ex comune francese di 781 abitanti situato nel dipartimento della Manica nella regione della Normandia. Il 1 gennaio 2016 infatti è stato fuso, insieme ad altri comuni vicini tra i quali Sainte-Mère-Église, che ha dato il nome al nuovo comune. 

## Società

### Evoluzione demografica
Abitanti censiti